# Olympische Winterspiele 1936/Teilnehmer (Jugoslawien)
Jugoslawien nahm an den IV. Olympischen Winterspielen 1936 in Garmisch-Partenkirchen mit einer Delegation von 17 Athleten teil. Jugoslawien gewann keine Medaille.

## Teilnehmer nach Sportarten

### Langlauf(6)
Männer
| Disziplin | Sportler       | Lauf    | Lauf |
| Disziplin | Sportler       | Zeit    | Rang |
| --------- | -------------- | ------- | ---- |
| 18 km     | Leon Knap      | 1:28:31 | 44   |
| 18 km     | Avgust Jakopič | 1:26:48 | 38   |
| 18 km     | Franc Smolej   | 1:24:03 | 25   |
| 18 km     | Alojz Klančnik | 1:23:18 | 23   |
| 50 km     | Lado Senčar    | 4:20:20 | 31   |
| 50 km     | Leon Knap      | 3:59:17 | 21   |
| 50 km     | Lovro Žemva    | 3:59:13 | 20   |
| 50 km     | Franc Smolej   | 3:47:40 | 10   |

4 × 10 km Staffel
| Sportler                                             | Lauf    | Lauf |
| Sportler                                             | Zeit    | Rang |
| ---------------------------------------------------- | ------- | ---- |
| Leon Knap Avgust Jakopič Alojz Klančnik Franc Smolej | 3:04:38 | 10   |

### Nordische Kombination(4)
Männer
| Sportler      | Disziplin  | Langlauf | Langlauf | Langlauf | Skispringen | Skispringen | Skispringen  | Skispringen | Total  | Total |
| Sportler      | Disziplin  | Zeit     | Punkte   | Rang     | Distanz 1   | Distanz 2   | Gesamtpunkte | Rang        | Punkte | Rang  |
| ------------- | ---------- | -------- | -------- | -------- | ----------- | ----------- | ------------ | ----------- | ------ | ----- |
| Rado Istenič  | Individual | DNF      | –        | –        | –           | –           | –            | –           | DNF    | –     |
| Leon Bebler   | Individual | 1:34:25  | 139,2    | 43       | 41,0        | 42,0        | 177,5        | 32          | 316,7  | 38    |
| Albin Jakopič | Individual | 1:30:02  | 160,8    | 32       | 37,5        | 42,0        | 166,9        | 39          | 327,7  | 36    |
| Tone Dečman   | Individual | 1:29:44  | 162,3    | 30       | 41,0        | 42,5        | 169,1        | 38          | 331,4  | 34    |

### Ski alpin(8)
Männer
| Sportler     | Disziplin          | Abfahrt | Abfahrt | Slalom | Slalom | Slalom | Insgesamt       | Insgesamt |
| Sportler     | Disziplin          | Zeit    | Rang    | Zeit 1 | Zeit 2 | Rang   | Gesamtpunktzahl | Rang      |
| ------------ | ------------------ | ------- | ------- | ------ | ------ | ------ | --------------- | --------- |
| Hubert Hajm  | Alpine Kombination | DNF     | –       | –      | –      | –      | DNF             | –         |
| Emil Žnidar  | Alpine Kombination | 8:02,2  | 50      | 1:50,7 | 1:58,1 | 31     | 61,84           | 33        |
| Franci Čop   | Alpine Kombination | 6:13,6  | 31      | 1:38,5 | 1:37,4 | 22     | 75,88           | 25        |
| Ciril Praček | Alpine Kombination | 5:39,4  | 16      | 1:34,4 | 1:32,6 | 17     | 81,54           | 15        |

### Skispringen(4)
Männer
| Sportler       | Disziplin         | Sprung 1 | Sprung 1 | Sprung 1 | Sprung 2 | Sprung 2 | Sprung 2 | Gesamt | Gesamt |
| Sportler       | Disziplin         | Distanz  | Punkte   | Rang     | Distanz  | Punkte   | Rang     | Punkte | Rang   |
| -------------- | ----------------- | -------- | -------- | -------- | -------- | -------- | -------- | ------ | ------ |
| Albin Jakopič  | Spezialsprunglauf | 52,0     | 78,0     | 45       | 53,0     | 78,1     | 44       | 156,1  | 44     |
| Albin Novšak   | Spezialsprunglauf | 54,0     | 86,0     | 43       | 58,5     | 88,0     | 41       | 174,0  | 41     |
| Franc Pribošek | Spezialsprunglauf | 59,0     | 87,8     | 39       | 55,0     | 88,1     | 40       | 175,9  | 39     |
| Franc Palme    | Spezialsprunglauf | 61,0     | 87,8     | 39       | 55,0     | 81,1     | 43       | 168,9  | 43     |